# Croix de Bournazel
La croix de Bournazel est une croix chrétienne située à Bournazel, dans le Tarn, en région Occitanie.

## Histoire
La croix de Bournazel, une croix de fer forgé sur un socle de pierre, date du XVIe siècle. La hampe de la croix est fixée sur un bouquet de feuilles en tôles effilées. Un bouquet de feuilles identique est placé à mi-hauteur de la hampe. Cette dernière se termine par une fleur de lys.
La croix de Bournazel est classée au titre des monuments historiques par arrêté du 15 juin 1959.